# PortAventura World
PortAventura World es un complejo de ocio, situado en los municipios tarraconenses de Vilaseca y Salou en Cataluña, España. Con 5,2 millones de visitantes durante 2019, es una de las principales atracciones de la Costa Dorada, cuenta con PortAventura Park, el parque temático más visitado de España y el sexto de Europa durante 2017.
El complejo, que ha sido ampliado en varias ocasiones desde su creación, consta de dos parques temáticos (PortAventura Park y Ferrari Land), un parque acuático (PortAventura Caribe Aquatic Park), un campo de golf (Mediterránea Beach&Golf), seis hoteles temáticos de 4 estrellas y uno de 5. El 7 de abril de 2017 se inauguró una nueva ampliación, Ferrari Land, el único parque temático de Ferrari en Europa y el segundo del mundo. PortAventura World también dispone de estacionamiento en parking para autocaravanas.
En las inmediaciones de PortAventura World está previsto la instalación de Hard Rock Entertainment World, un macrocomplejo turístico y de ocio que contará con dos hoteles, un centro comercial y un casino, hecho que supondrá la ampliación del resort de PortAventura World, incluyendo los parques temáticos y el parque acuático, debido a que está previsto construir seis complejos que recrearán diversas áreas del mundo, como por ejemplo Estados Unidos, Europa, China, Brasil, India y Rusia.
El parque cuenta con estación de tren propia a 750 m de la entrada y conecta con el área de hoteles, se trata de la Estación de Salou-Port Aventura de Adif y es operada por Rodalies de Catalunya con las líneas: RT2 de Rodalia del Camp de Tarragona y la línea R17 exprés de los Servicios regionales que conecta Barcelona con Salou.

## Historia

### Gestión de PortAventura World

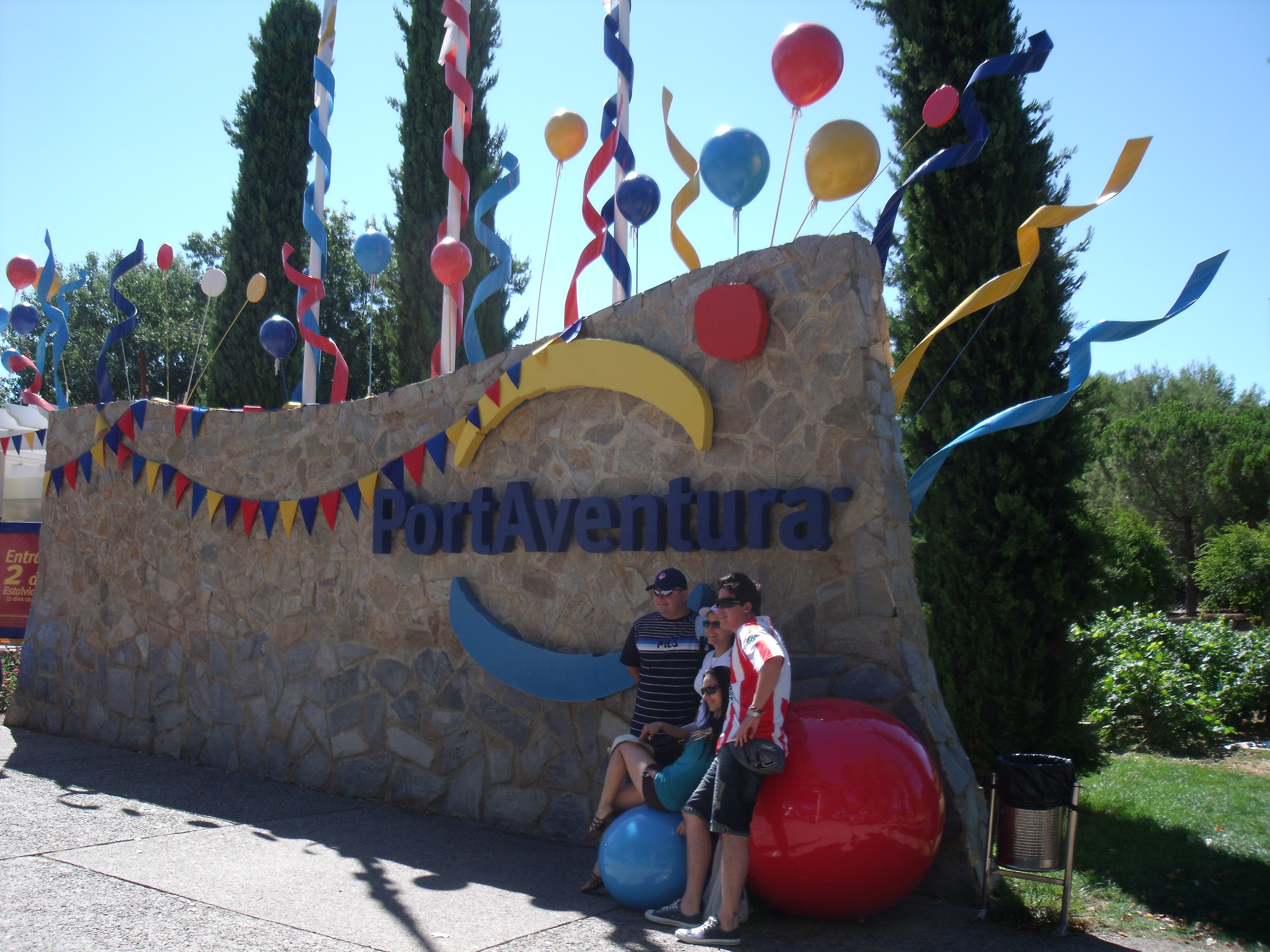
Foto de la entrada al parque, lugar usual para tomar fotografías antes de entrar. Actualmente en este lugar se sitúa la entrada de Ferrari Land y el mural ha sido trasladado al otro lado de la entrada.

Impulsado y construido por el Grupo Tussauds, Anheuser-Busch, Fecsa y La Caixa, el parque pasó de llamarse Tibi Gardens (en los diseños iniciales) a Port Aventura, nombre con el que se inauguró el 1 de mayo de 1995, tras una inversión inicial de 48.000 millones de pesetas (288,5 millones de euros).
Con la entrada de la multinacional Universal en el accionariado y al asumir ésta la gestión del parque entre el año 1998 y 2004 (se cambió el nombre a 'Universal Mediterránea' entre el año 2002 y 2004), el parque vivió su época dorada[cita requerida] con la puesta en marcha de dos hoteles temáticos, uno tematizado al estilo mediterráneo (Hotel PortAventura) y otro de estilo mexicano (Hotel El Paso).
En el 2002, con la inauguración de los hoteles Hotel PortAventura y Hotel El Paso y el parque acuático Costa Caribe con 9 atracciones, nació Universal Mediterránea, nombre que conservaría hasta el año 2004. En 2003 se inauguró un nuevo hotel ambientado en la temática caribeña llamado Hotel Caribe.
En el 2004, por la crisis de Vivendi Universal, se tuvo que vender todas sus acciones (37%) a La Caixa. Entonces en 2005, se cambió el nombre de Universal Mediterránea por el de PortAventura, Universal Studios Port Aventura por el de PortAventura Park (el espacio se eliminó para poder registrar el nombre) y el de Costa Caribe por el de Caribe Aquatic Park, así dejando a un lado la marca Universal Studios en los recintos y sólo pudiendo explotar su marca, sus mascotas, su tecnología y su "merchandising" durante un periodo de 10 años a cambio del 1,5% de los beneficios del resort a Universal.
A partir de 2005, Universal Mediterránea se empezó a comercializar bajo la marca PortAventura a raíz de la marcha de Universal Studios del accionariado del complejo de ocio. Desde 2005 se siguió una política de contención de gastos con políticas como la de minimizar cualquier efecto ornamental con un coste mínimo de mantenimiento como efectos acuáticos; aunque argumentando que el resort colabora con la campaña de ahorro de agua aún declarando el mismo que el agua utilizada para el mismo es no potable y reutilizada para regadío. La directora Mercedes de Pablo consiguió entonces la rentabilidad del mismo. En 2008, la entidad financiera la Caixa se hace con prácticamente la totalidad del capital social de la empresa, asumiendo su gestión total. En el año 2006 se inauguró el Beach Club.
El 5 de agosto de 2008 surgieron nuevos rumores de la venta de la mayor parte de las acciones del resort que posee la Caixa a la compañía Universal Studios; sin embargo, hasta septiembre de 2009 permanece en propiedad del grupo bancario (a través de su brazo inversor Criteria Caixa Corp). En 2008 se inauguró tres campos de golf.
En la temporada 2009 (la decimocuarta del parque) se estrenó un nuevo hotel en la zona del Far West, el Hotel Gold River. Está ambientado en un poblado americano de la fiebre del oro. Se estrenó también un centro de convenciones con capacidad para 4000 personas ese mismo año, al final de la temporada alta de 2009 de PortAventura. En el centro de convenciones, en los laterales de la cristalera de la sala Alexandria, se simula el paisaje exterior que se ve por la cristalera. A finales de 2009, y tras un proceso de venta, el accionariado de PortAventura queda repartido entre Criteria (50%) e Investindustrial (50%). La gestión del resort queda entonces en manos de Investindustrial.
Algunos de los cambios que se llevaron a cabo con la llegada de Investindustrial fue dotar de un presupuesto de unos 100 millones de euros para los 4 siguientes ejercicios, y planificar la construcción inmediata de una nueva zona infantil para ser inaugurada la temporada siguiente (2011).[cita requerida][actualizar]
En diciembre de 2012, PortAventura pasa a formar parte en su totalidad del grupo inversor Investindustrial al venderle la Caixa el 50% que poseía.
En diciembre de 2013, el fondo KKR adquiere el 49,9% de PortAventura, mientras que Investindustrial sigue conservando el 50,1%. En 2013, se cambió el nombre de PortAventura por el de PortAventura: European Destination Resort (2013-2015). Desde 2014 acoge los espectáculos del Cirque du Soleil. En 2014, Kooza contó con más de 2400 espectadores diarios. De esta forma, PortAventura se convirtió en el primer resort de Europa en acoger un espectáculo del Cirque du Soleil, con quien, a finales de año, firmó un acuerdo de colaboración para los próximos 5 años.[cita requerida] En verano de 2015, PortAventura Resort acogió por segunda vez un espectáculo del Cirque Du Soleil, en este caso "Amaluna". En 2015 se inauguró un nuevo hotel ambientado llamado Mansión de Lucy.
En 2016 se renovó todo el parque en cuanto a nombres, logos, entre otros. A partir de entonces el Resort es denominado PortAventura World, el parque de atracciones PortAventura Park y el parque acuático PortAventura Caribe Aquatic Park. PortAventura World Parks & Resort es una nueva marca que nace con el objetivo de integrar este mundo de experiencias que componen el resort y potenciar el posicionamiento internacional de la compañía en nuevos mercados.
Ferrari Land fue inaugurado el 7 de abril de 2017. Con Red Force: montaña rusa más rápida y alta de Europa y Thrill Towers: dos torres de caída de 55 metros de altura.
|                | 1992         | 1995          | 1999                      | 2000                            | 2002                            | 2005                      | 2013                                      | 2017 - actualidad                 |
| -------------- | ------------ | ------------- | ------------------------- | ------------------------------- | ------------------------------- | ------------------------- | ----------------------------------------- | --------------------------------- |
| Complejo       |              |               |                           |                                 | Universal Mediterránea          | PortAventura              | PortAventura: European Destination Resort | PortAventura WORLD Parks & Resort |
| Primer Parque  | Tibi Gardens | Port Aventura | Universal's Port Aventura | Universal Studios Port Aventura | Universal Studios Port Aventura | PortAventura Park         | PortAventura Park                         | PortAventura Park                 |
| Segundo Parque |              |               |                           |                                 | Costa Caribe Aquatic Park       | PortAventura Aquatic Park | Caribe Aquatic Park                       | Caribe Aquatic Park               |
| Tercer Parque  |              |               |                           |                                 |                                 |                           |                                           | Ferrari Land                      |

## PortAventura Park
PortAventura Park es el nombre del parque temático de atracciones del complejo en el que reside su principal actividad que fue inaugurado el 1 de mayo de 1995. El parque posee una ambientación y espectáculos repartidos por las distintas áreas. También existe ambientación concreta en épocas determinadas como Halloween o Navidad, extensible al resto del resort como hoteles y demás.  

### Atracciones
Cuenta con las principales atracciones:
- Shambhala: gran montaña rusa de tipo hypercoaster.
- Dragon Khan: montaña rusa. Es el emblema del parque desde que se inauguró, alcanza una velocidad de 110 km/h y cuenta con 8 inversiones.
- Furius Baco: montaña rusa montada el día de su apertura por el piloto de motos italiano Valentino Rossi.[26] En la atracción se produce una aceleración de 0 a 135 km/h en 3,5 segundos.[27]
- Stampida: montaña rusa. Los participantes deberán escoger uno de los dos trenes que correrán el circuito de madera en paralelo, cruzándose y separándose a una gran velocidad.
- El Diablo - Tren de la Mina: montaña rusa. Subidos en un tren minero, se sube a grandes alturas para descender por curvas y desniveles a una velocidad máxima de 60 km/h.
- Tomahawk: montaña rusa. Versión familiar de Stampida.
- Tami-Tami: montaña rusa para toda la familia.
- Tutuki Splash: atracción de agua. Varias barcas hacen un recorrido por el corazón de la selva mediante raíles sumergidos. A lo largo del trayecto, hay dos bajadas, una bajada menor y otra que baja desde una colina que emula un volcán de mayor altura.
- Angkor: se trata de una splash battle de unos 300 metros de recorrido ambientada en el templo de Angkor Wat.
- Silver River Flume: atracción de agua. A lo largo de un largo recorrido que se navegará en troncos de una persona por fila, se bajarán numerosas bajadas con desniveles muy elevados, remojando a los presentes.
- Grand Canyon Rapids: atracción de agua. Varios botes circulares descienden los rápidos del río Colorado, provocando remojones. Desde la parte de arriba del gran cañón otras personas que visiten el parque podrán mojarnos con las pistolas de agua fijas que hay por lo largo de la atracción.
- Hurakan Condor: torre de caída multi-ride con 100 metros de altura, que recorre en 3 segundos a 115 km/h. Con la particularidad de tener el tejado inclinado.
- Street Mission: dark ride interactiva familiar con personajes de Barrio Sésamo.
- Uncharted: El Enigma de Penitence: montaña rusa interior inspirada en la serie de videojuegos Uncharted. (Inaugurada el 17 de junio de 2023).

## Ferrari Land
En 2016 comenzaron las obras para el nuevo resort dedicado a la marca Ferrari, al igual que el Ferrari World Abu Dhabi en Abu Dabi, el cual tiene como nombre Ferrari Land. Está situado dentro del resort de PortAventura World, ocupa una superficie de 6 hectáreas y fue inaugurado el 6 de abril de 2017.

### Atracciones
Cuenta con las principales atracciones:
- Red Force: La montaña rusa más alta y más rápida de Europa, con 112 metros de altura, 180km/h de velocidad máxima y 880 metros de recorrido.[28]
- Thrill Towers: dos torres de caída de 55 metros de altura, que a diferencia de Hurakan Condor, las góndolas caen y suben a gran velocidad. Están basadas en el movimiento de los pistones de un motor. Una es una torre de caída controlada y la otra una torre de caída libre.
- Maranello Grand Race: un circuito de carreras familiar de 550 metros.
- Flying Dreams: teatro volador.
- Racing Legends: simulador omnimax
- Junior Red Force: Versión infantil de la atracción estrella del parque, Red Force.

Según la nota de prensa de PortAventura World, la inversión total inicial del proyecto es de unos 100 millones de euros.

## PortAventura Caribe Aquatic Park

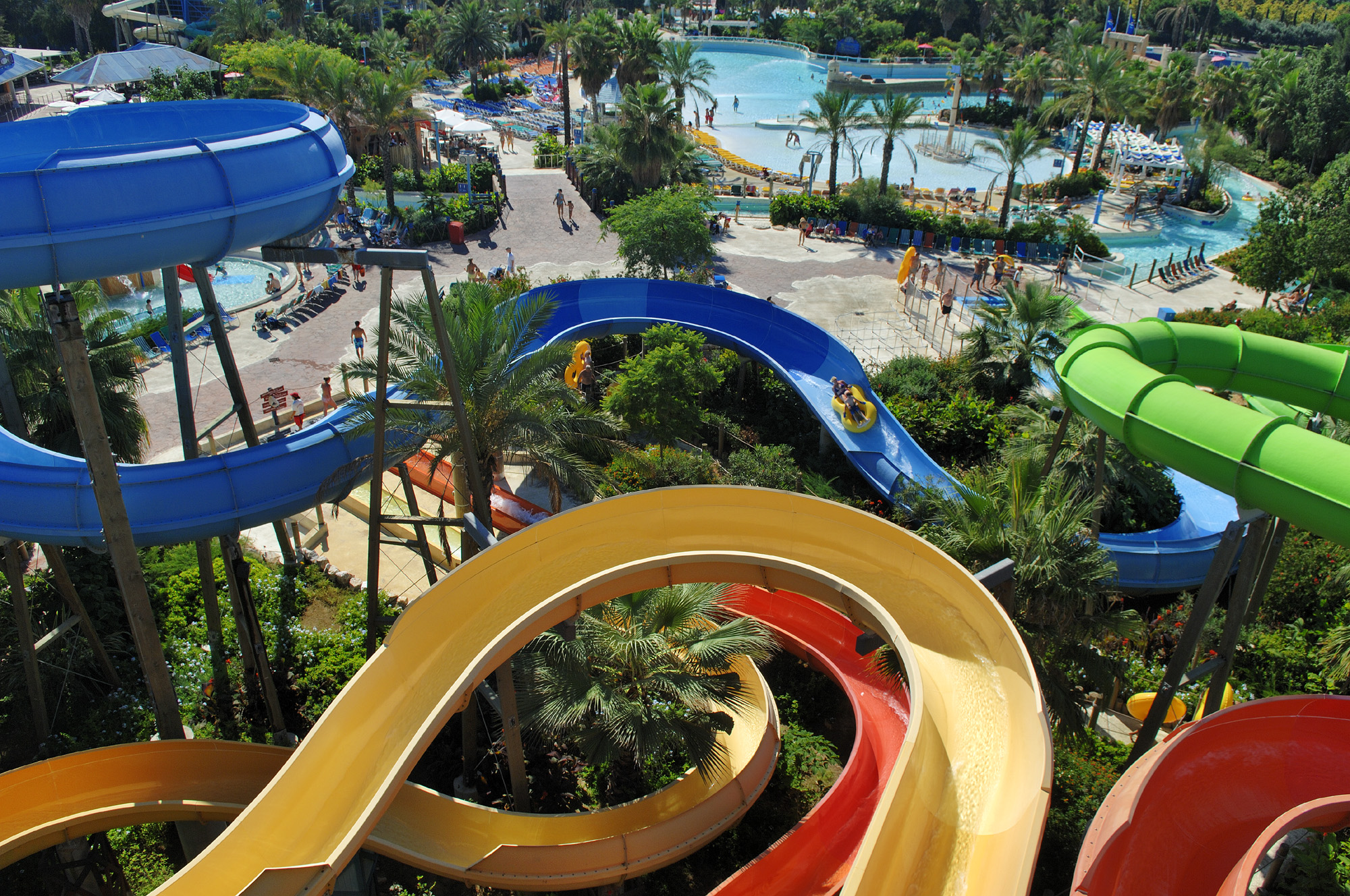
Vista general del actual PortAventura Caribe Aquatic Park.

PortAventura Caribe Aquatic Park es un parque acuático dentro de PortAventura World situado justo al lado de PortAventura Park. Fue inaugurado el 16 de abril de 2002, y consta de 50.000 m² de instalaciones. Está tematizado al estilo caribeño, con playas, palmeras y música latina y reggae, y también cuenta con tiendas y restaurantes. El 18 de mayo de 2013 se inauguró la ampliación con el tobogán acuático más alto de Europa, King Khajuna.

### Principales atracciones
- King Khajuna: el tobogán de caída libre más alto de Europa, con 31 metros de altura, lo que equivale a un edificio de 12 pisos, una pendiente de 55° y una velocidad de descenso de 6 m/s.
- Ciclón Tropical: tobogán de tipo multi bump con una altura de 19,64 metros, un recorrido ondulante de más de 100 metros y dos rápidos cambios de rasante.
- Rapid Race: tobogán de competición con 6 carriles, cambios de rasante y saltos de agua. Para el descenso, los visitantes deben tumbarse sobre una especie de alfombra-trineo y proyectarse de frente a toda velocidad.
- El Triángulo de las Bermudas: piscina de olas.
- Zona Indoor: piscina interior donde descansar del sol con un avioneta colgando del techo encima la piscina soltando chorros de agua. También cuenta con juegos para los más pequeños.
- Mambo Limbo: dos toboganes de 12 metros que van descendiendo suavemente y serpenteando entre los árboles. Atracción moderada para todos. Su torre de salida es compartida con Barracundas.
- Barracudas: dos toboganes que se descienden con un flotador doble o individual de forma suave desde una altura de 20 metros. Uno de los dos toboganes (el verde) cuenta con algunos tramos cubiertos. La torre de salida es compartida con Mambo Limbo.
- El Tifón: dos toboganes cubiertos que empiezan a 15 metros del suelo y por medio de curvas y bajadas en la oscuridad desembocan dentro de la zona indoor del parque. Es considerada una atracción fuerte. El final de estos toboganes acaba en la zona indoor.
- El Río Loco: río tranquilo que recorre rodeando la zona antigua del parque (la zona inaugurada la temporada 2013 queda fuera) con gran cantidad de chorros y efectos acuáticos para hacerlo entretenido. Es recorrido en un flotador.
- El Torrente: barcas de 4 personas descienden en un gran flotador por un canal con numerosas curvas y bajadas suaves hasta llegar a la piscina. Tiene un recorrido de más de 200 metros.

## Hoteles
PortAventura World cuenta con 5 hoteles de 4 estrellas y 1 hotel de 5 estrellas que se han ido construyendo gradualmente. Cada hotel tiene una marcada tematización distinta al resto y algunos de ellos están directamente conectados con PortAventura Park y PortAventura Caribe Aquatic Park. Además, PortAventura Hotel PortAventura y PortAventura Hotel Caribe cuentan con centros wellness que ofrecen diferentes servicios y tratamientos:
- PortAventura Hotel PortAventura: ambientado como una villa mediterránea. Está situado en el propio parque temático. Fue inaugurado en 2002.
- PortAventura Hotel Caribe: como su nombre indica, está ambientado en el Caribe. Fue inaugurado en 2003.
- PortAventura Hotel El Paso: este hotel está basado en el México colonial y empezó a operar en 2002.
- PortAventura Hotel Gold River: situado en el Far West de la fiebre del oro y ambientado en el Viejo Oeste. También está situado dentro del parque temático. En 2015 se inaugura el Edificio Callaghan 4* Deluxe, edificio temático de 78 habitaciones.
- PortAventura Hotel Mansión de Lucy: el primer hotel 5 estrellas de PortAventura World. Hotel boutique temática del Far West, que transportará a los huéspedes a la experiencia de una opulenta mansión americana de estilo victoriano. El hotel cuenta con 28 habitaciones deluxe superior y 2 suites.
- PortAventura Hotel Colorado Creek: un hotel de 4 estrellas con temática de Far West, situado detrás de Mansión de Lucy y Gold River, que se inauguró en junio de 2019. Cuenta con 150 habitaciones deluxe.

## LUMINE Mediterránea Beach & Golf Community
El Lumine Beach Club es un espacio de ambiente mediterráneo entre pinos y zonas ajardinadas a primera línea de mar y a una cierta altura de la playa. Tiene transporte continuo desde los hoteles según el calendario del recinto. Se construyó en los terrenos de un antiguo camping y se aprovecharon los terraplenes del camping para los distintos niveles del Beach Club.
Cuenta con 7 piscinas, así como duchas, vestuarios, taquillas, servicio de toallas y espacios para tomar el sol con hamacas. Las playas son públicas y disponen también de chiringuitos externos a PortAventura World.
El Beach Club tiene una temporada reducida de verano junio-septiembre.
En el verano de 2008 abrió sus puertas PortAventura Golf. Consta de 3 campos de golf destinados a un público tanto amateur como profesional. Actualmente, se denomina Lumine Mediterránea Beach & Golf Community y es gestionado por Troon Golf.
Durante la construcción de los campos de golf se encontraron varios restos romanos, que se restauraron y pueden verse durante el juego en los campos.
Campo Lakes, Ruins y Hills, 5 recorridos de juego, 18 hoyos y 200 hectáreas podrán acoger competiciones de alto nivel.
Greg Norman, el golfista australiano conocido como el Gran Tiburón Blanco, ha trabajado sobre el terreno en el diseño y desarrollo de los campos de golf Norte y Centro.
El campo Hills lo han diseñado los golfistas y diseñadores españoles Alfonso Vidaor y Magí Sardà junto a Green Project.
Los campos dejan de formar parte del resort, y el restaurante Lumine, campos de golf y Beach Club, pasan a llamarse "LUMINE Mediterránea Beach & Golf Community".

## Asociación con LaLiga y Kosmos
A finales de septiembre de 2020, se anunció la unión la empresa conjunta, o joint venture, entre PortAventura World, Kosmos y la Liga de Fútbol Profesional, este proyecto estará dividido en tres fases.
Primera Fase (2021)
Inaugurada el día 16 de diciembre de 2021 esta primera fase se compone del videojuego The Beat Challenge y el primer restaurante temático de LaLiga TwentyNine's.
- The Beat Challenge: The Beat Challenge es un videojuego para móviles, multijugador y jugable tanto dentro como fuera de las instalaciones. El videojuego, está ambientado en el mundo del fútbol y marcará el inicio de la creación de nuevas atracciones en el futuro.[35]

- Restaurante TwentyNine's: Ubicado en la plaza de taquillas, el resort cuenta con un restaurante deportivo inspirado en LaLiga. Perteneciente a la cadena LaLiga TwentyNine's, el restaurante dispone de una zona de eSports, tienda oficial de la marca y encuentros con embajadores de la competición (Meet & Greet), entre otros.

Segunda Fase (2023)
En esta fase está proyectada la creación de una atracción con una inversión de 40 millones de euros, siendo así la atracción con mayor inversión en toda la historia del resort de PortAventura World, en principio esta atracción te hará sentir como un jugador de fútbol saliendo a un estadio a jugar un partido, pero por el momento no hay más detalles.
Tercera Fase (2025)
En esta una última fase está proyectado la creación de un parque temático dedicado al deporte, concretamente a los equipos españoles que forman parte de la LaLiga, con un presupuesto estimado de 100 millones de euros, el mismo que el presupuesto inicial de Ferrari Land.

## Reconocimientos
| Año  | Categoría                                     | Localización | Galardonado                      | Portal                                                      | Posición    |
| ---- | --------------------------------------------- | ------------ | -------------------------------- | ----------------------------------------------------------- | ----------- |
| 2000 | Mejor Show En Directo                         | Mundial      | FiestAventura                    | Themed Entertainment Association                            | GANADOR     |
| 2007 | Primera Montaña Rusa Wing                     | Mundial      | Furius Baco                      | -                                                           | GANADOR     |
| 2007 | Montaña Rusa más Rápida                       | Europa       | Furius Baco                      | -                                                           | GANADOR     |
| 2010 | Mejor Evento Especial                         | Europa       | Halloween '10                    | Parksmania                                                  | GANADOR     |
| 2012 | Mejor Atracción                               | Europa       | Shambhala                        | Kirmes & Parks                                              | GANADOR     |
| 2012 | Hypercoaster más alta                         | Europa       | Shambhala                        | -                                                           | GANADOR     |
| 2012 | Hypercoaster más rápida                       | Europa       | Shambhala                        | -                                                           | GANADOR     |
| 2012 | Hypercoaster con la caída más alta            | Europa       | Shambhala                        | -                                                           | GANADOR     |
| 2012 | Mejor Novedad en un Parque de Entretenimiento | Europa       | Shambhala                        | World of Parks                                              | GANADOR     |
| 2012 | Mejor Parque de Entretenimiento               | Europa       | PortAventura Park                | World of Parks                                              | GANADOR     |
| 2012 | Cerificado de Calidad                         | Mundial      | Hotel El Paso                    | Jet2 Holidays                                               | CERTIFICADO |
| 2013 | Certificado de Excelencia                     | Mundial      | PortAventura Park                | TripAdvisor                                                 | CERTIFICADO |
| 2013 | Certificado de Excelencia                     | Mundial      | Costa Caribe Aquatic Park        | TripAdvisor                                                 | CERTIFICADO |
| 2013 | Certificado de Excelencia                     | Mundial      | Hotel Gold River                 | TripAdvisor                                                 | CERTIFICADO |
| 2013 | Certificado de Excelencia                     | Mundial      | Hotel PortAventura               | TripAdvisor                                                 | CERTIFICADO |
| 2013 | Certificado de Excelencia                     | Mundial      | Hotel Caribe                     | TripAdvisor                                                 | CERTIFICADO |
| 2013 | Certificado de Excelencia                     | Mundial      | Hotel El Paso                    | TripAdvisor                                                 | CERTIFICADO |
| 2013 | Mejor Parque de Entretenimiento               | Europa       | PortAventura Park                | Kirmes & Parks                                              | SEGUNDO     |
| 2013 | Mejor Parque de Entretenimiento               | Europa       | PortAventura Park                | World of Parks                                              | GANADOR     |
| 2013 | Mejor Parque de Entretenimiento               | Europa       | PortAventura Park                | Zoover                                                      | GANADOR     |
| 2013 | Mejor Montaña Rusa                            | Europa       | Shambhala                        | Kirmes & Parks                                              | GANADOR     |
| 2013 | Mejor Evento                                  | Europa       | Halloween '13                    | World of Parks                                              | GANADOR     |
| 2013 | Mejor Espectáculo en un Parque de Atracciones | Europa       | We Are Music Generation          | World of Parks                                              | SEGUNDO     |
| 2013 | Tobogán de Caída Libre Más Alto               | Europa       | King Khajuna                     | -                                                           | GANADOR     |
| 2013 | Certificado de Sostenibilidad                 | Mundial      | Hotel PortAventura               | Travelife                                                   | CERTIFICADO |
| 2013 | Certificado de Sostenibilidad                 | Mundial      | Hotel Caribe                     | Travelife                                                   | CERTIFICADO |
| 2013 | Certificado de Sostenibilidad                 | Mundial      | Hotel El Paso                    | Travelife                                                   | CERTIFICADO |
| 2015 | Mejor Parque Temático                         | Mundial      | PortAventura Park                | TripAdvisor                                                 | 9º LUGAR    |
| 2015 | Mejor Parque Temático                         | Europa       | PortAventura Park                | TripAdvisor                                                 | 2º LUGAR    |
| 2015 | Mejor Parque Temático                         | Europa       | PortAventura Park                | World of Parks                                              | GANADOR     |
| 2015 | Mejor Espectáculo en un Parque de Atracciones | Europa       | Celebration                      | World of Parks                                              | GANADOR     |
| 2015 | Mejor Atracción del Año                       | Mundial      | Shambhala                        | The Worldwide Attractions                                   | GANADOR     |
| 2015 | Categorización de Hotel                       | España       | Hotel Mansión de Lucy            | Confederación Española de Hoteles y Alojamientos Turísticos | 5 ESTRELLAS |
| 2016 | Mejor Montaña Rusa de Acero                   | Europa       | Shambhala                        | Kirmes & Parks                                              | GANADOR     |
| 2016 | Mejor Atracción Familiar                      | Europa       | Angkor                           | Kirmes & Parks                                              | GANADOR     |
| 2016 | Mejor Parque Temático                         | Europa       | PortAventura Park                | Travel Bulletin                                             | GANADOR     |
| 2016 | Mejor Parque Temático                         | Europa       | PortAventura World               | World of Parks                                              | GANADOR     |
| 2016 | Mejor Evento en Parque Temático               | Europa       | Halloween '16                    | World of Parks                                              | GANADOR     |
| 2016 | Mejor Espectáculo en un Parque Temático       | Europa       | Revolution                       | World of Parks                                              | GANADOR     |
| 2017 | Inauguración                                  | Mundial      | Ferrari Land                     | -                                                           | GANADOR     |
| 2017 | Montaña Rusa más Alta                         | Europa       | Red Force                        | Roller Coaster Data Base                                    | GANADOR     |
| 2017 | Montaña Rusa más Alta                         | Mundial      | Red Force                        | Roller Coaster Data Base                                    | 5º LUGAR    |
| 2017 | Montaña Rusa más Rápida                       | Europa       | Red Force                        | Roller Coaster Data Base                                    | GANADOR     |
| 2017 | Montaña Rusa más Rápida                       | Mundial      | Red Force                        | Roller Coaster Data Base                                    | 4º LUGAR    |
| 2017 | Mejor Parque Temático                         | Europa       | PortAventura Park                | World of Parks                                              | GANADOR     |
| 2017 | Mejor Novedad en un Parque de Temático        | Europa       | Ferrari Land                     | World of Parks                                              | 2º LUGAR    |
| 2017 | Mejor Espectáculo en un Parque Temático       | Europa       | Dance Revolution                 | World of Parks                                              | GANADOR     |
| 2018 | Mejor Parque Temático                         | Mundial      | Ferrari Land                     | National Geographic                                         | 5º LUGAR    |
| 2018 | Mejor Parque Temático                         | Mundial      | PortAventura Park                | National Geographic                                         | GANADOR     |
| 2018 | Mejor Parque Temático                         | Europa       | PortAventura Park                | World of Parks                                              | GANADOR     |
| 2018 | Mejor Parque Temático                         | Europa       | PortAventura Park                | Kirmes & Parks International                                | 2º LUGAR    |
| 2018 | Mejor Montaña Rusa de Acero                   | Europa       | Shambhala                        | Kirmes & Parks International                                | GANADOR     |
| 2018 | Mejor Parque Aquatico                         | Europa       | PortAventura Caribe Aquatic Park | Kirmes & Parks International                                | GANADOR     |
| 2018 | Mejor Atracción Familiar                      | Europa       | Angkor                           | Kirmes & Parks International                                | 2º LUGAR    |
| 2018 | Mejor Espectáculo en un Parque Temático       | Europa       | Dance Revolution 2               | World of Parks                                              | GANADOR     |
| 2019 | Primera Dark Ride de Sesame Street            | Europa       | Street Mission                   | -                                                           | -           |
| 2019 | Parque de Atracciones del Año                 | España       | PortAventura Park                | PACommunity                                                 | GANADOR     |
| 2019 | Parque de Atracciones del Año                 | Europa       | PortAventura Park                | World of Parks                                              | GANADOR     |
| 2019 | Mejor evento Halloween en Parques             | España       | Halloween PortAventura           | PACommunity                                                 | FINALISTA   |
| 2019 | Mejor Novedad en Parques                      | Europa       | Sesame Street: Street Mission    | World of Parks                                              | NOMINADO    |
| 2019 | Mejor Novedad en Parques                      | Europa       | Sesame Street: Street Mission    | Kirmes & Park International                                 | GANADOR     |
| 2019 | Mejor Novedad en Parques                      | España       | Sesame Street: Street Mission    | PACommunity                                                 | FINALISTA   |
| 2019 | Mejor Espectáculo en Parque de Atracciones    | Europa       | We Dance on Movies               | World of Parks                                              | GANADOR     |
| 2019 | Mejor Montaña Rusa de Acero                   | Europa       | Shambhala                        | Kirmes & Park International                                 | GANADOR     |

## Visitantes
Suma de visitantes que obtuvieron todos los parques del resort: PortAventura Park (desde 1995), Caribe Aquatic Park (desde 2002) y Ferrari Land (desde 2017)
| 1995 | 2.700.000 | 2005 | 3.800.000 | 2015 | 3.940.444 |
| 1996 | 3.000.000 | 2006 | 3.900.000 | 2016 | 3.896.901 |
| 1997 | 2.800.000 | 2007 | 4.100.000 | 2017 | 4.715.088 |
| 1998 | 2.800.000 | 2008 | 3.600.000 | 2018 | 4.962.512 |
| 1999 | 3.100.000 | 2009 | 3.310.000 | 2019 | 5.179.104 |
| 2000 | 3.000.000 | 2010 | 3.200.000 | 2020 | 847.461   |
| 2001 | 3.100.000 | 2011 | 3.703.217 | 2021 | 3.186.342 |
| 2002 | 3.500.000 | 2012 | 3.800.000 |      |           |
| 2003 | 3.500.000 | 2013 | 3.691.363 |      |           |
| 2004 | 3.500.000 | 2014 | 3.819.474 |      |           |

## Galería de fotos

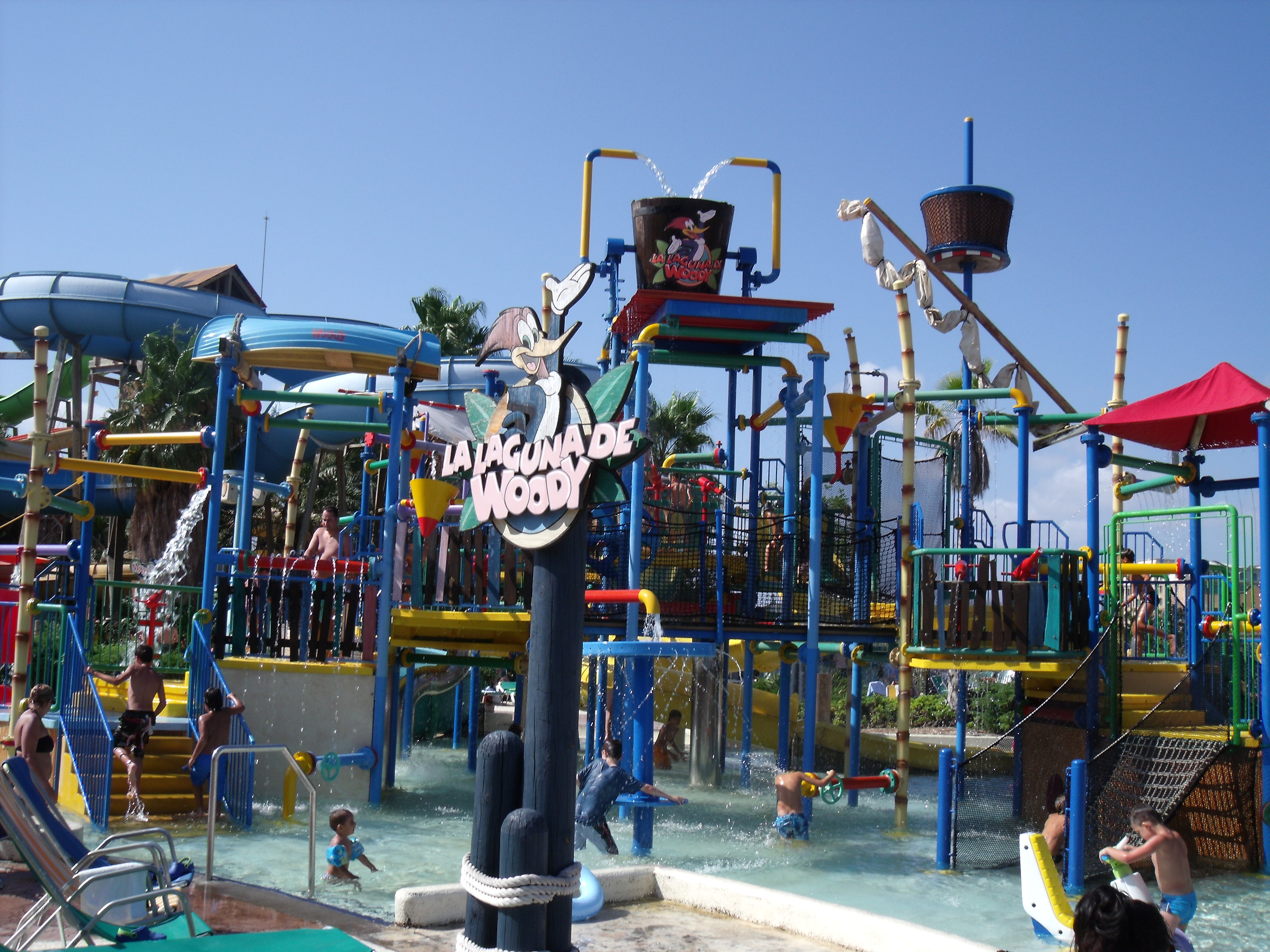
Laguna de Woody en PortAventura Caribe Aquatic Park
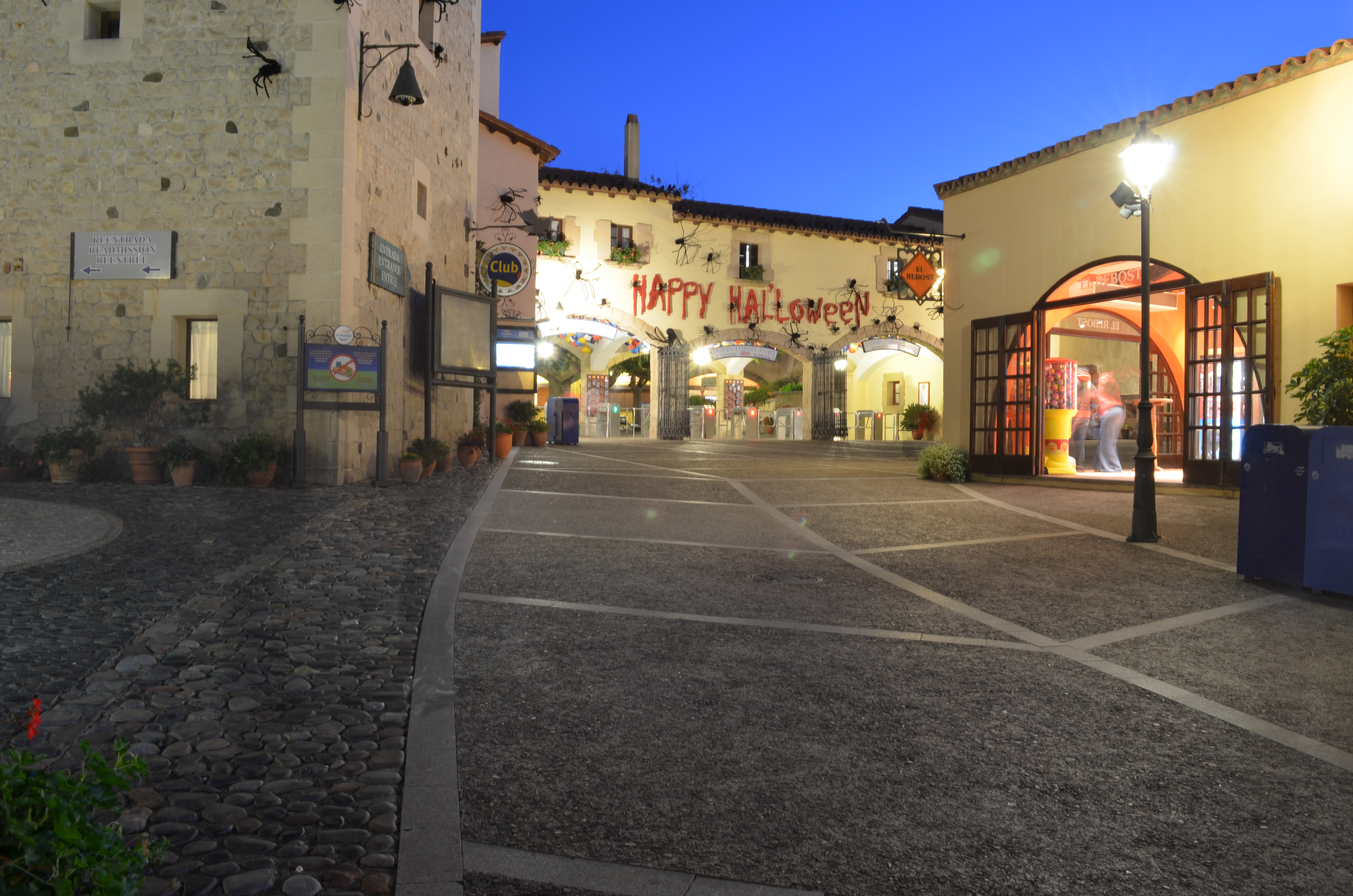
Entrada de PortAventura Park en Halloween de 2012
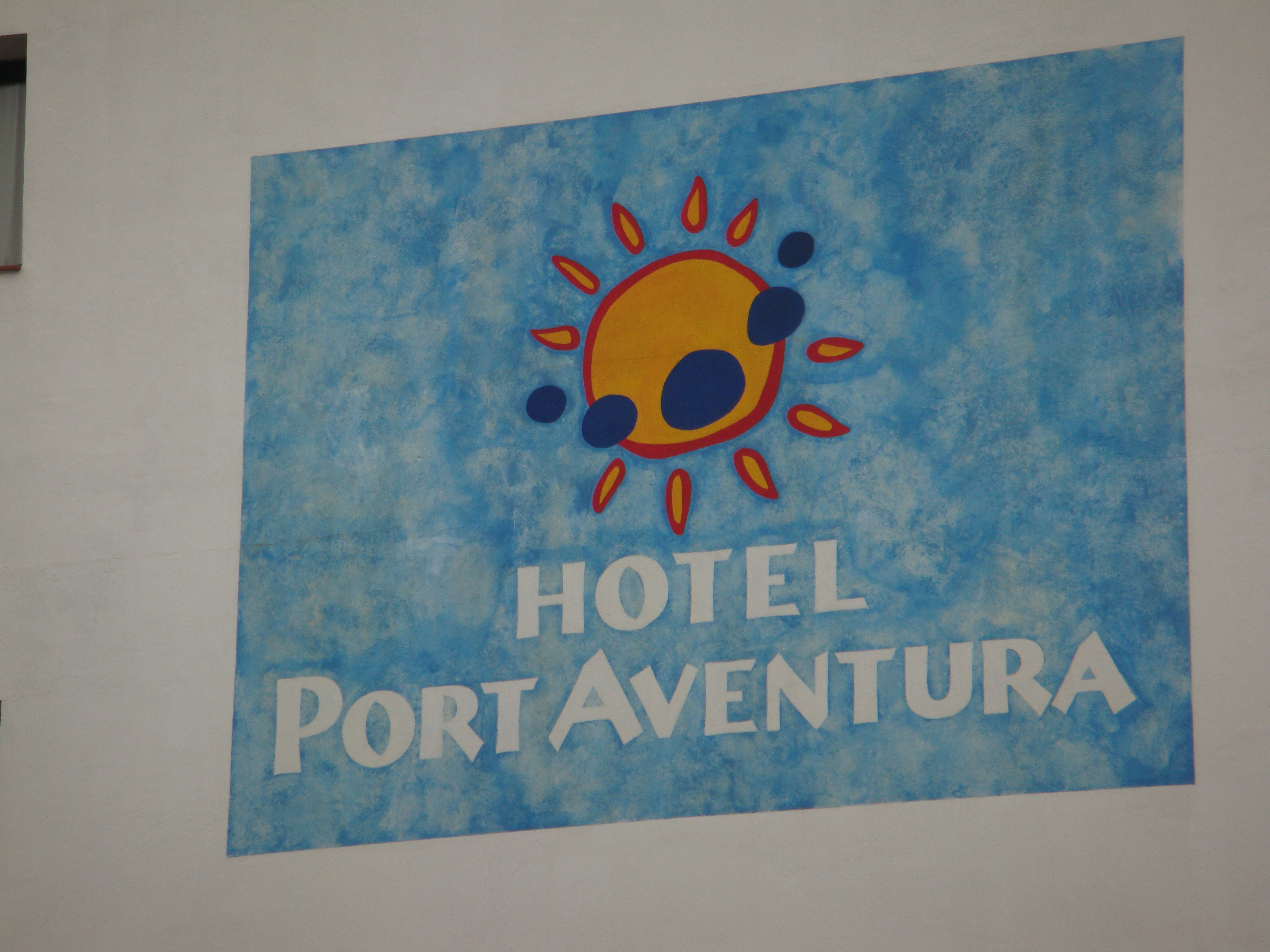
Logo de entrada al Hotel PortAventura
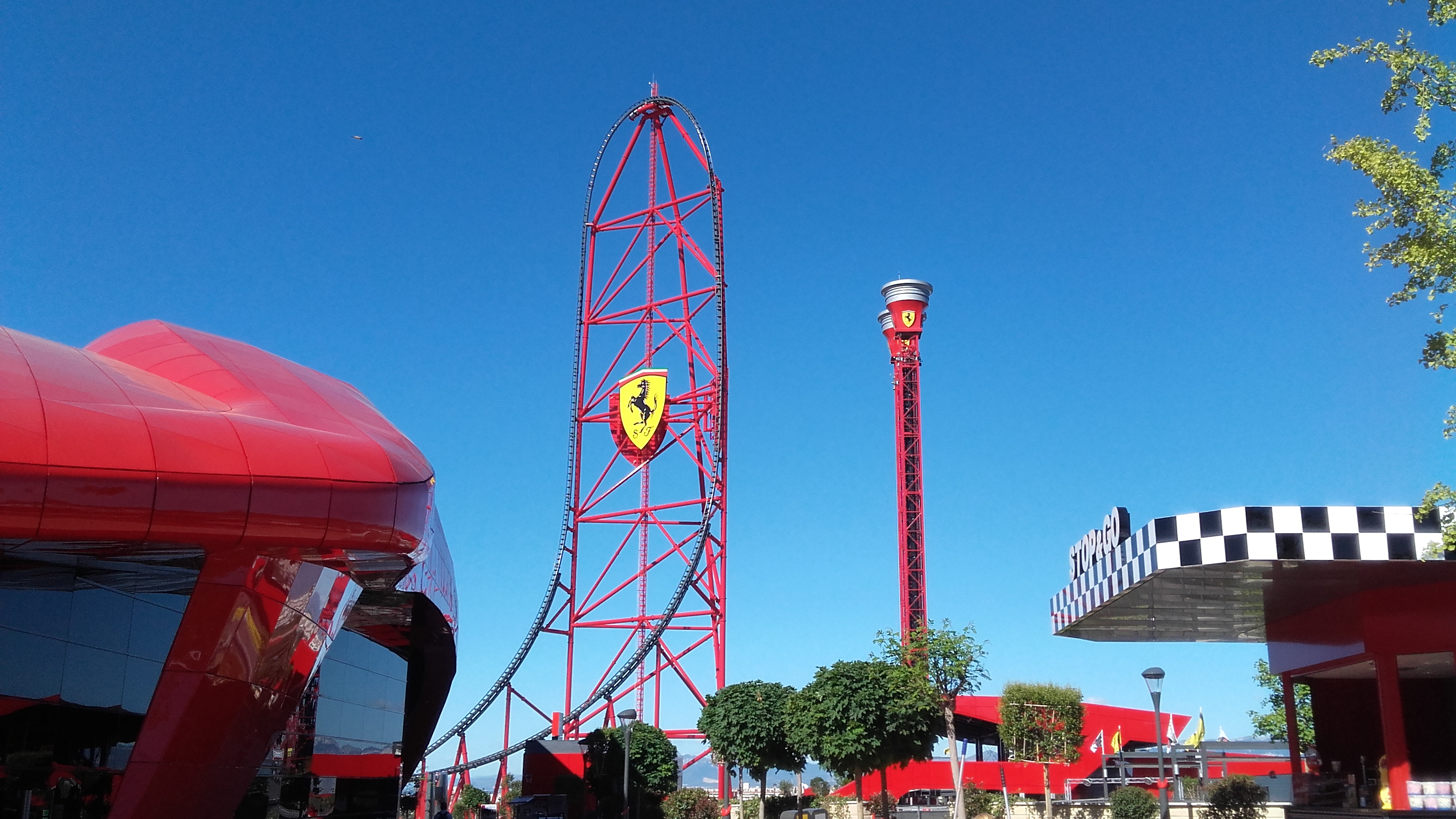
Red Force y Thrill Towers
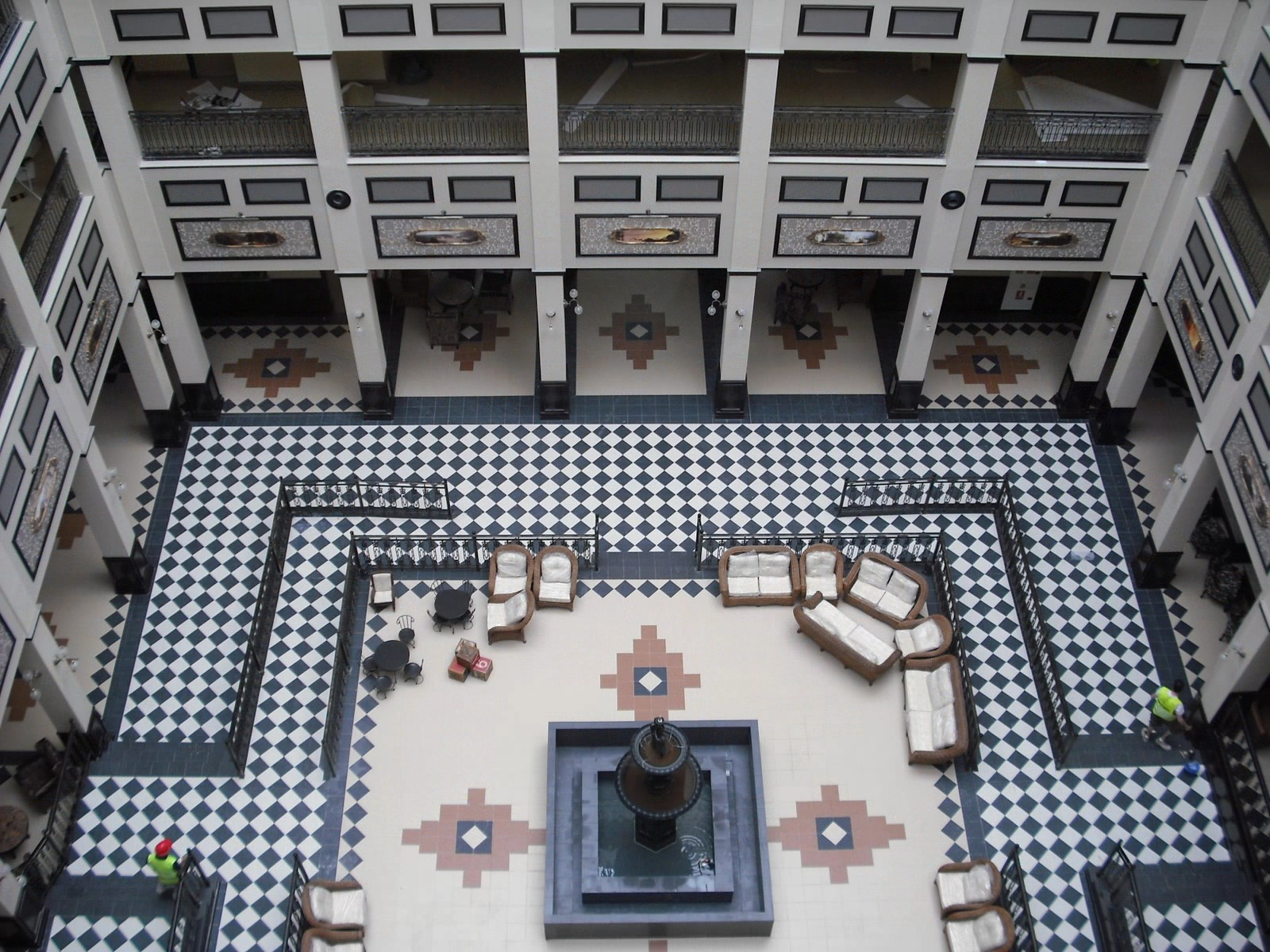
Hotel Gold River
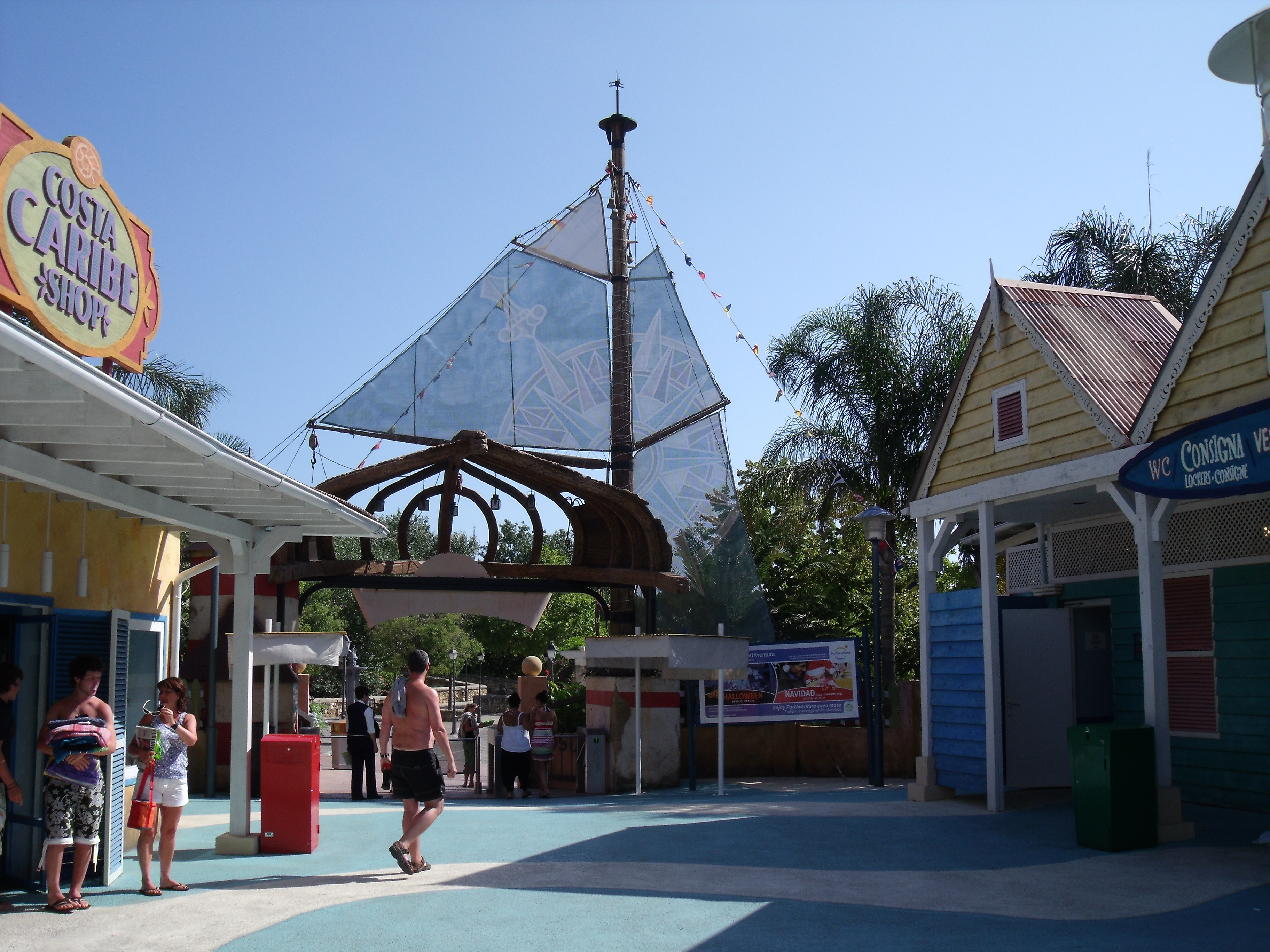
Entrada de PortAventura Caribe Aquatic Park
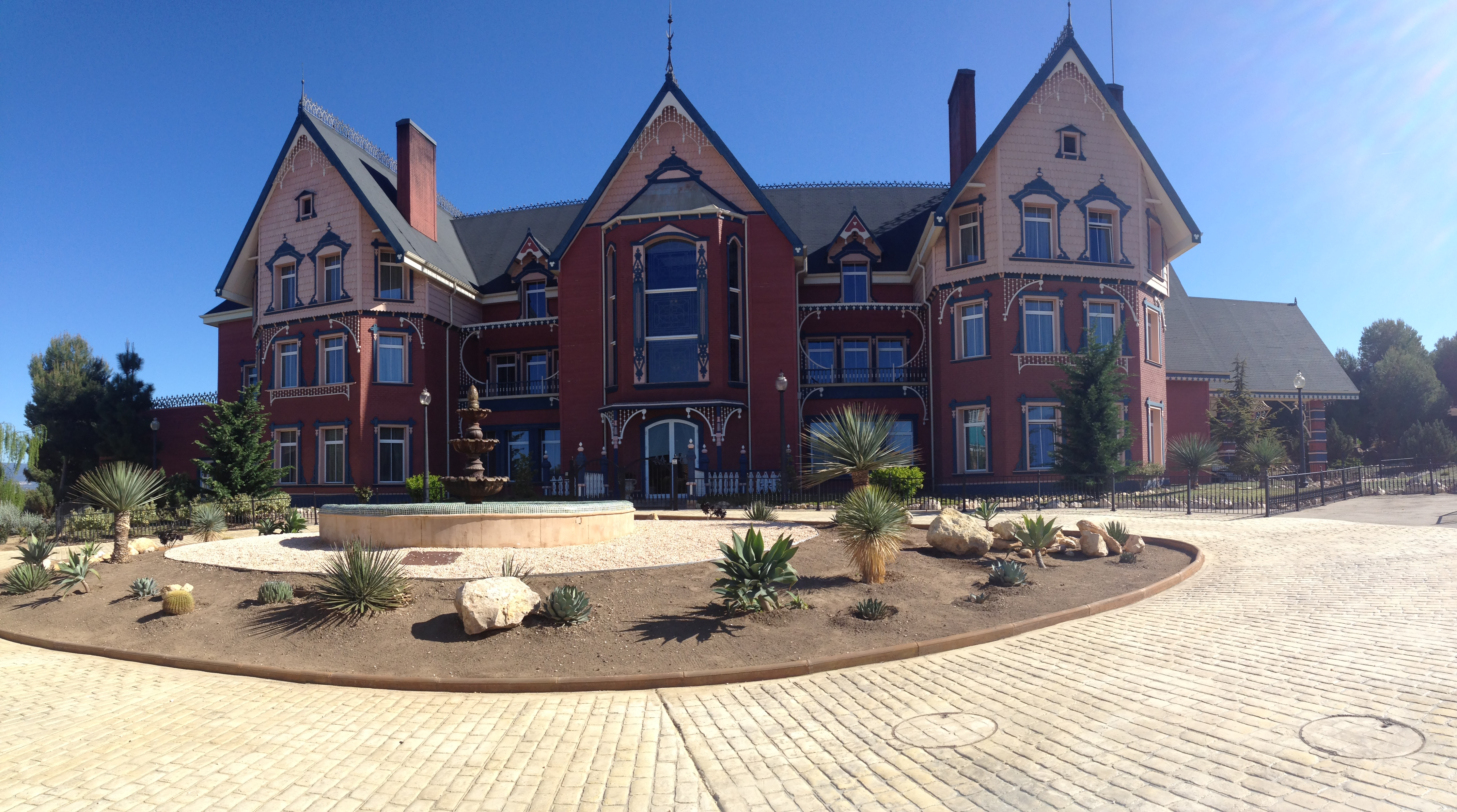
Mansión de Lucy
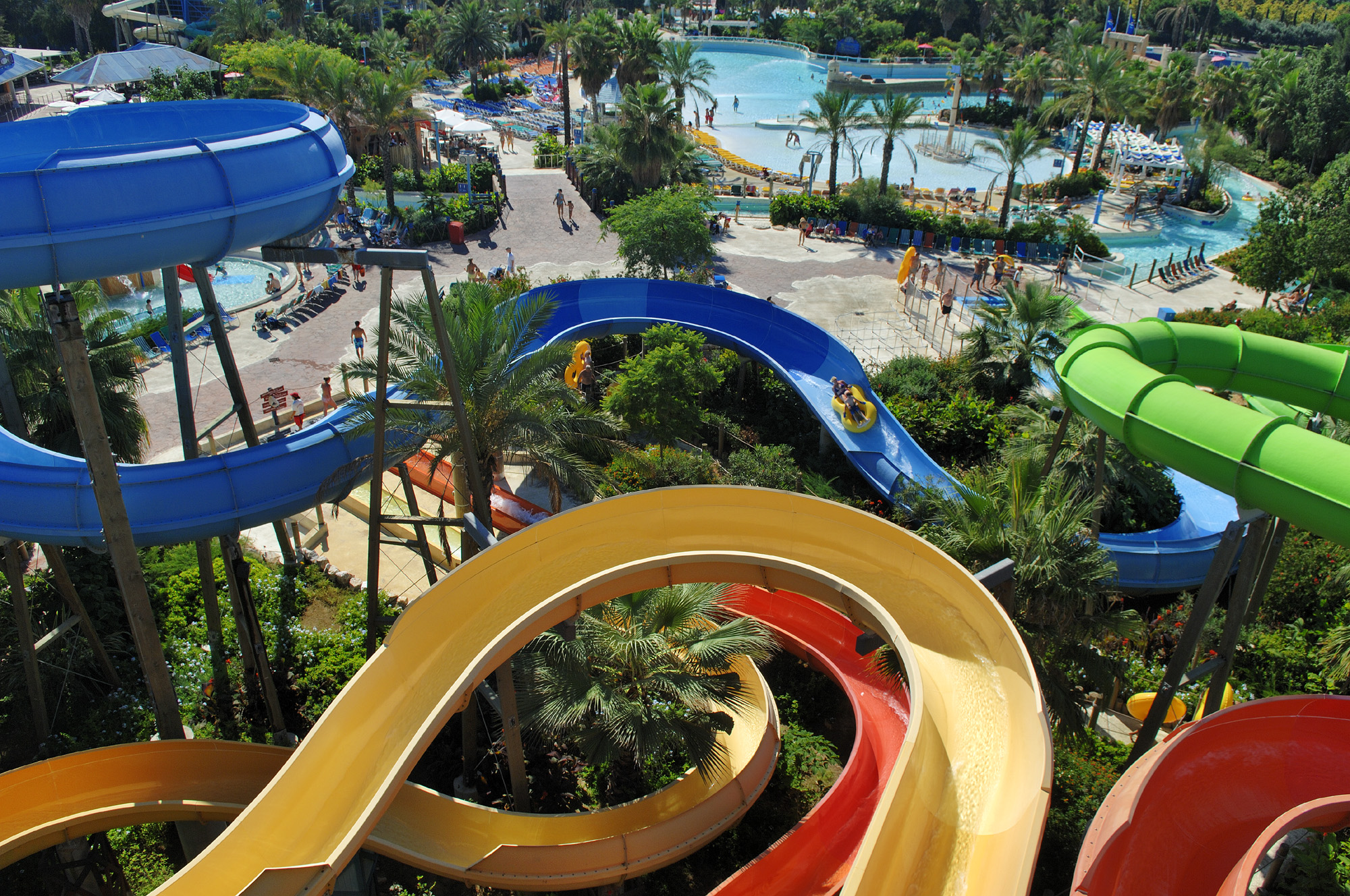
Barracudas y The Mambo and Limbo
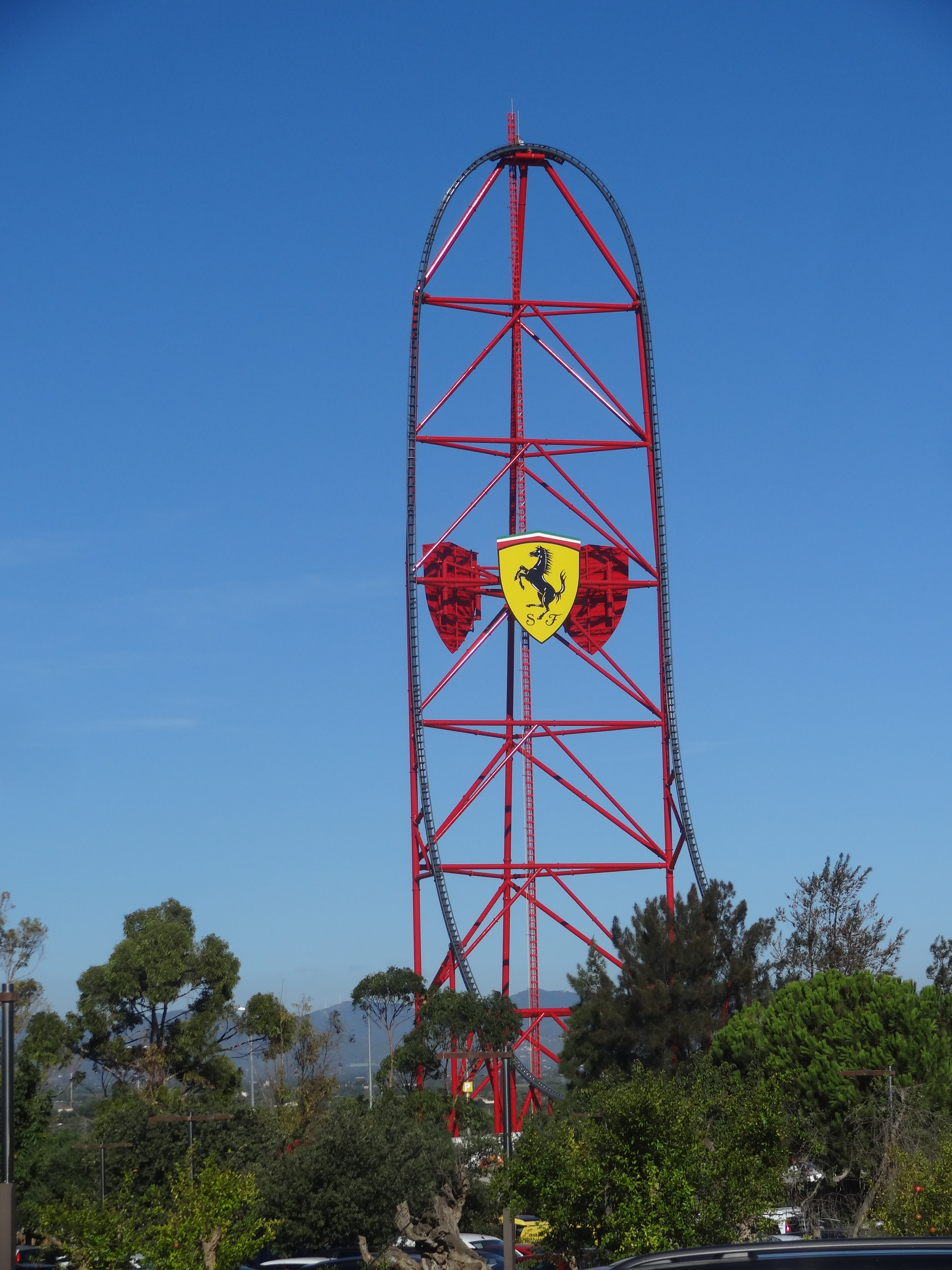
Red Force
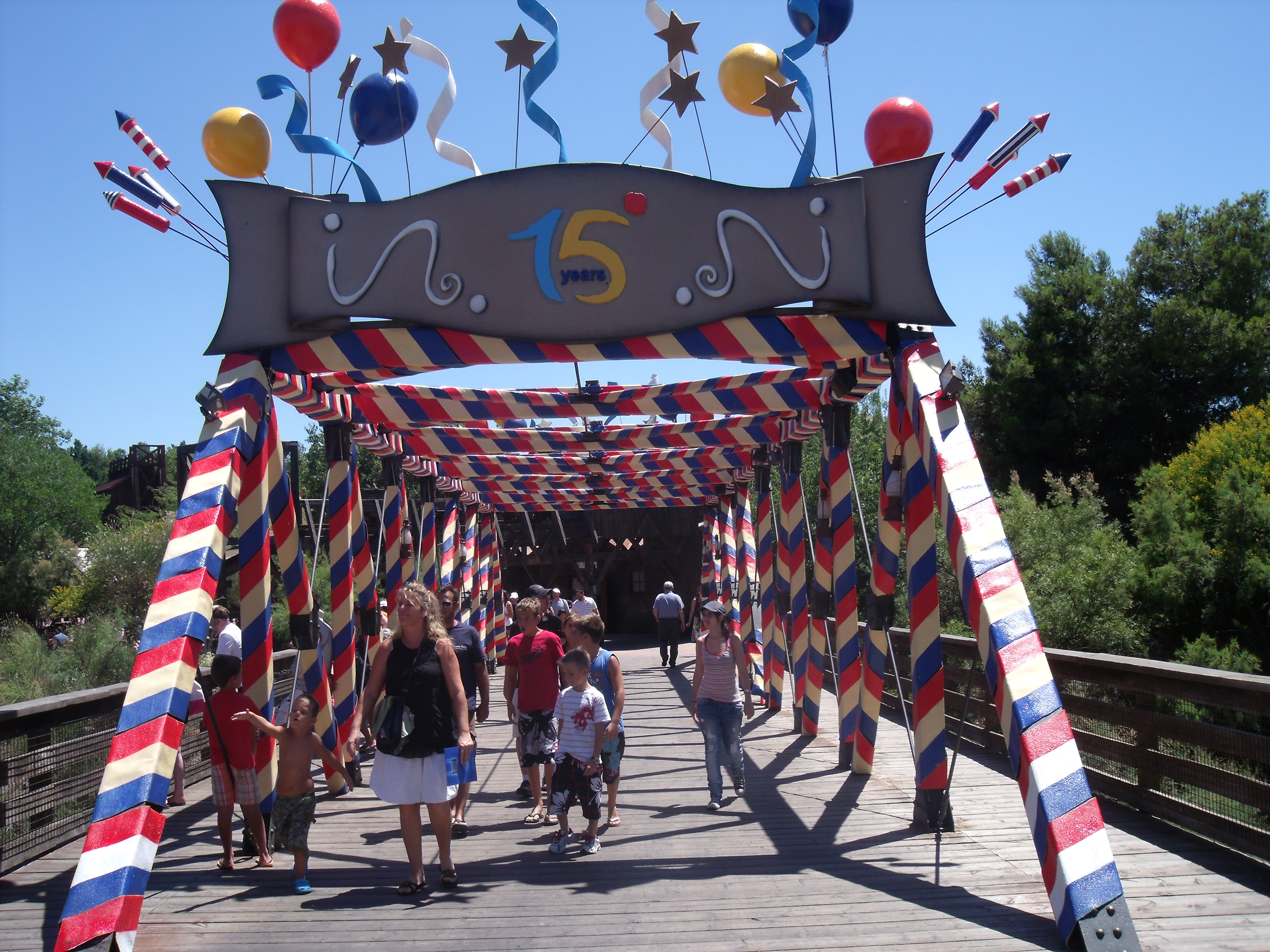
Decoración del puente en Far West por el 15° aniversario de PortAventura Park
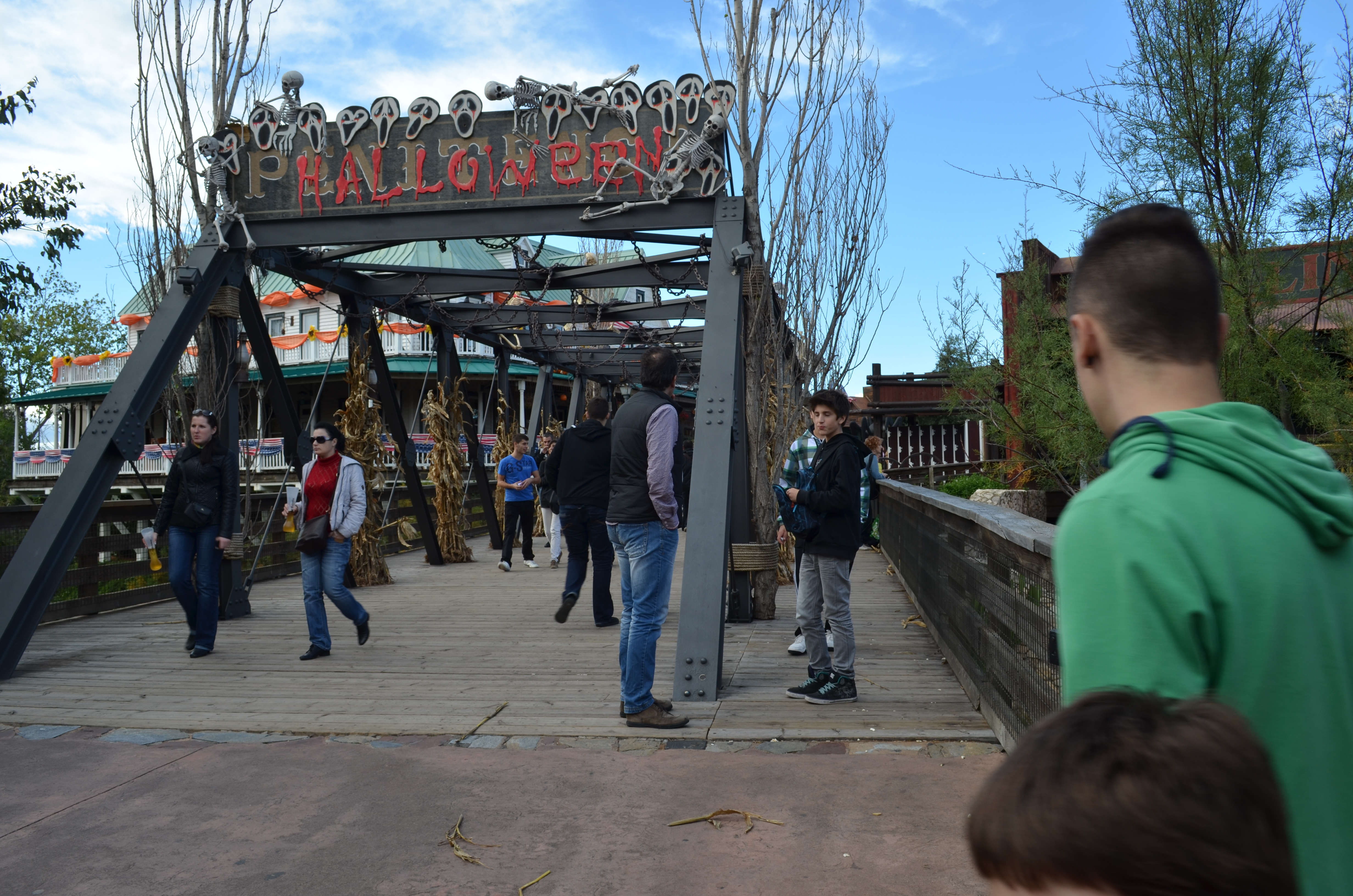
Puente del Far West de PortAventura Park en Halloween 2012
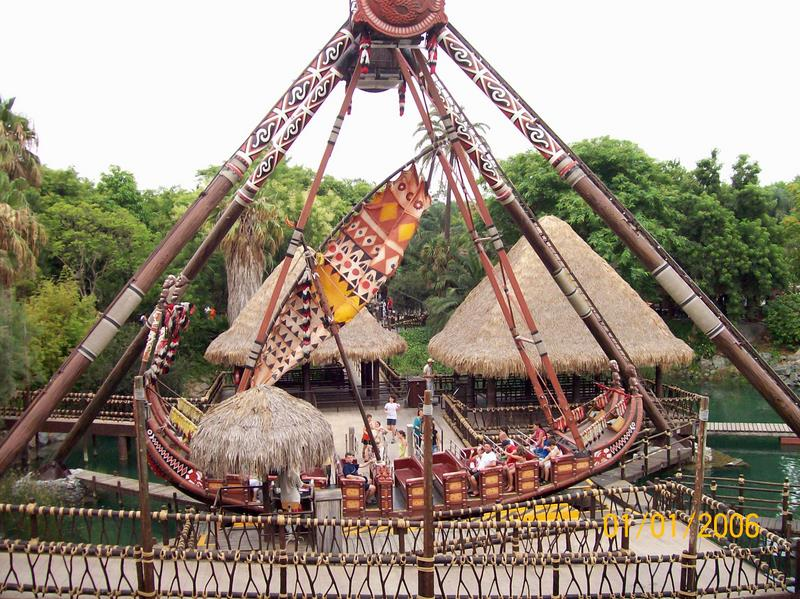
Kon-Tiki Wave
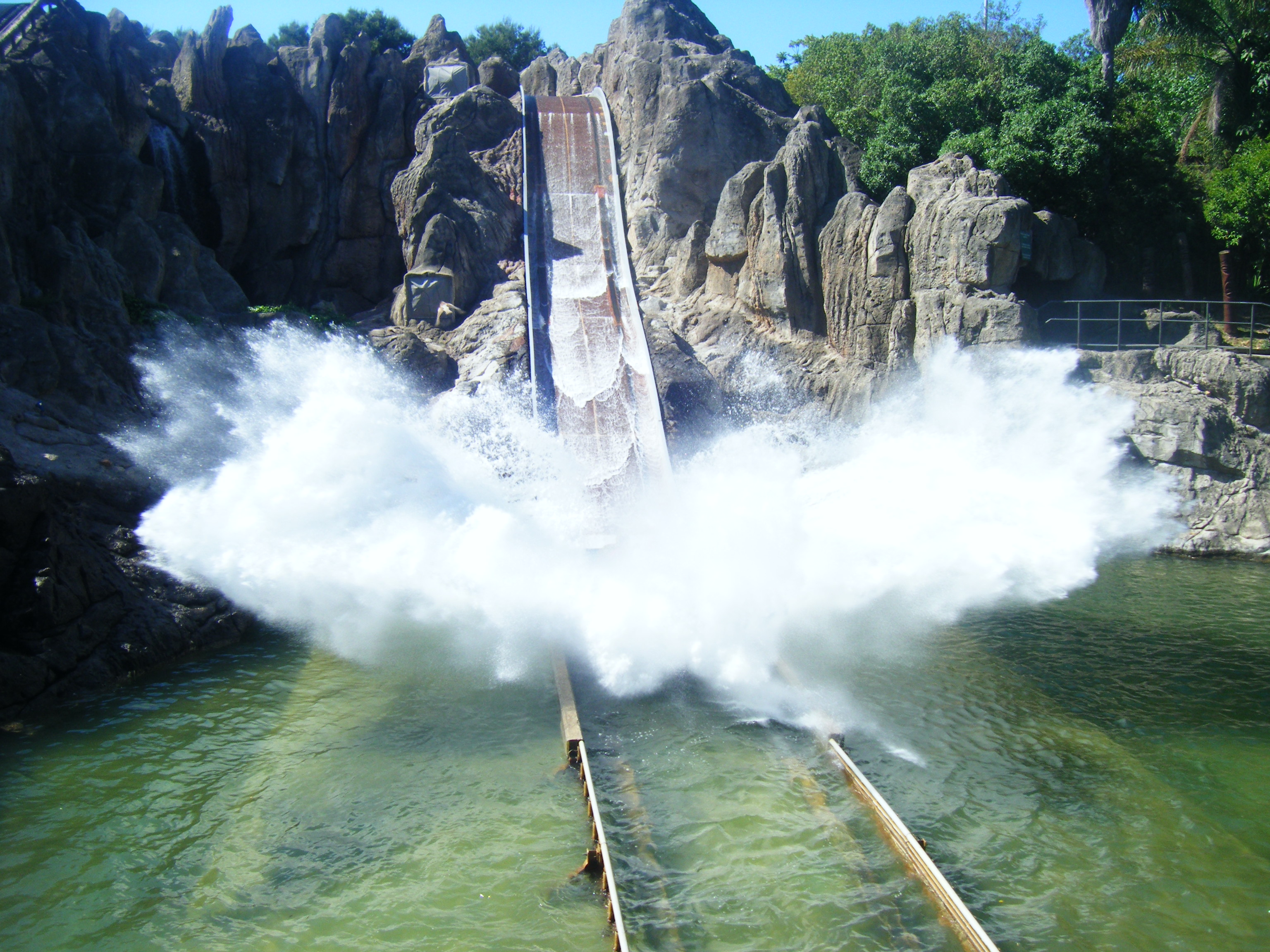
Tutuki Splash en su caída final
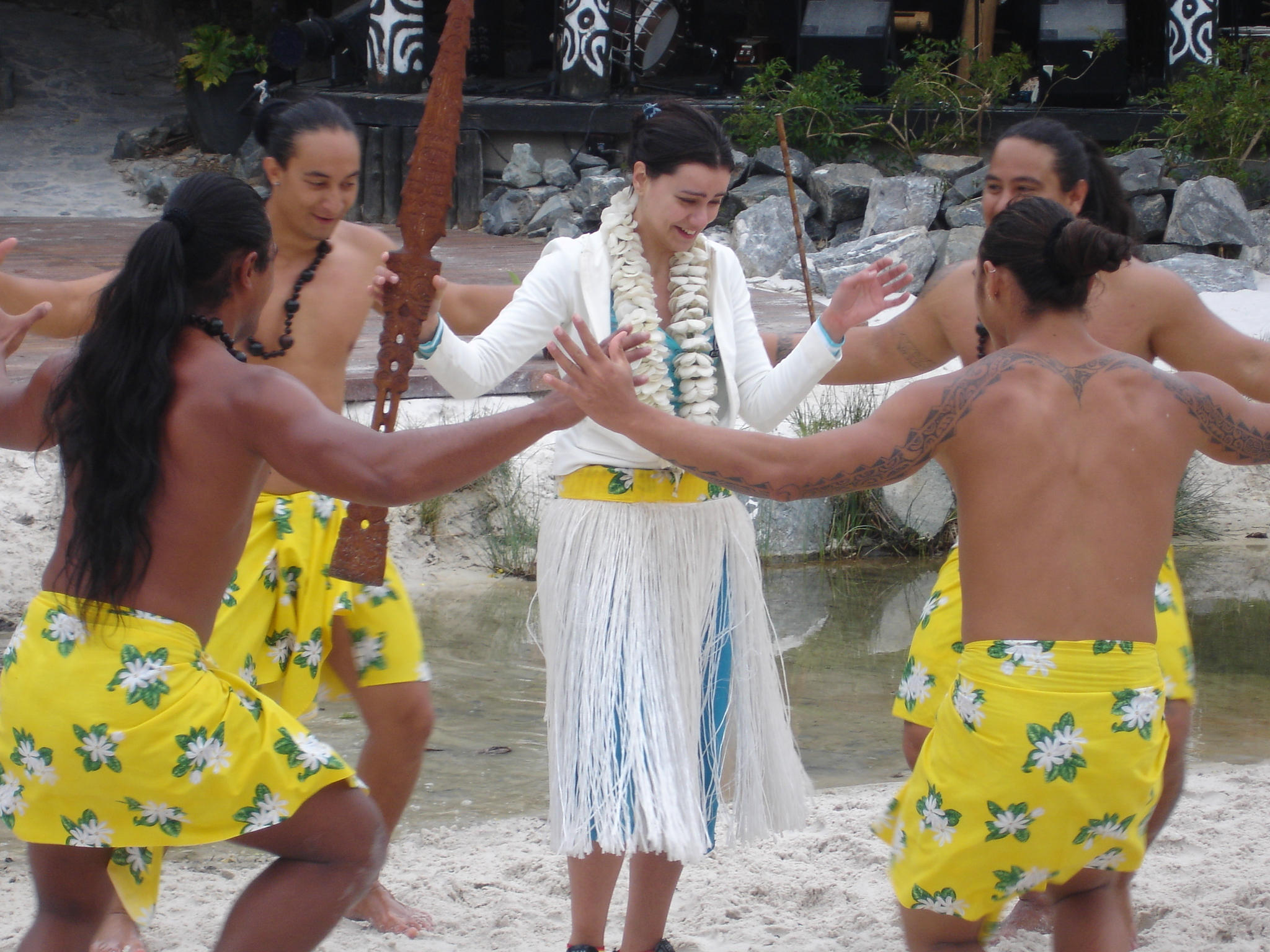
Aloha Tahití en Polynesia, uno de los espectáculos
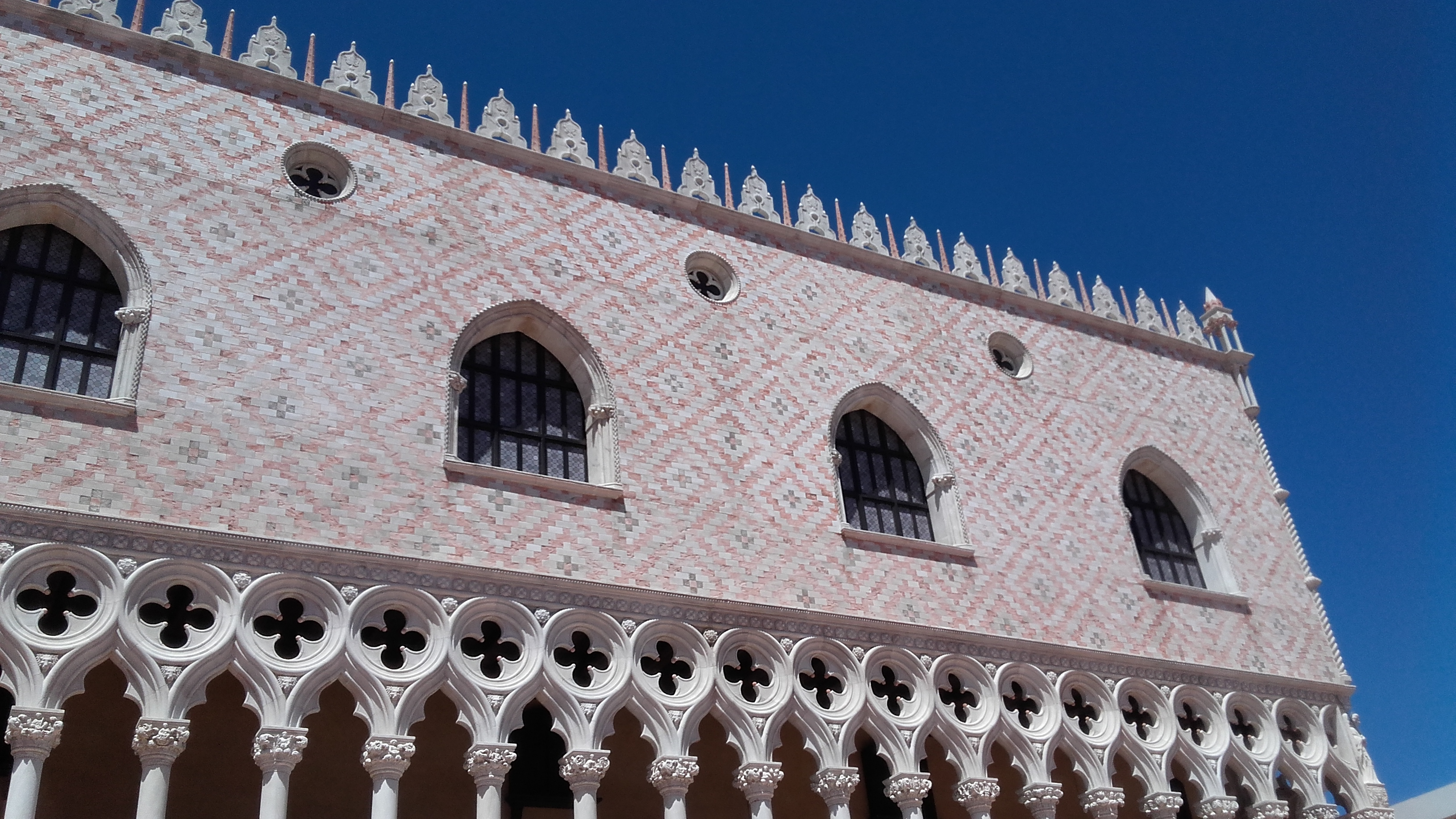
Palacio Ducal de Venecia (Ferrari Land)
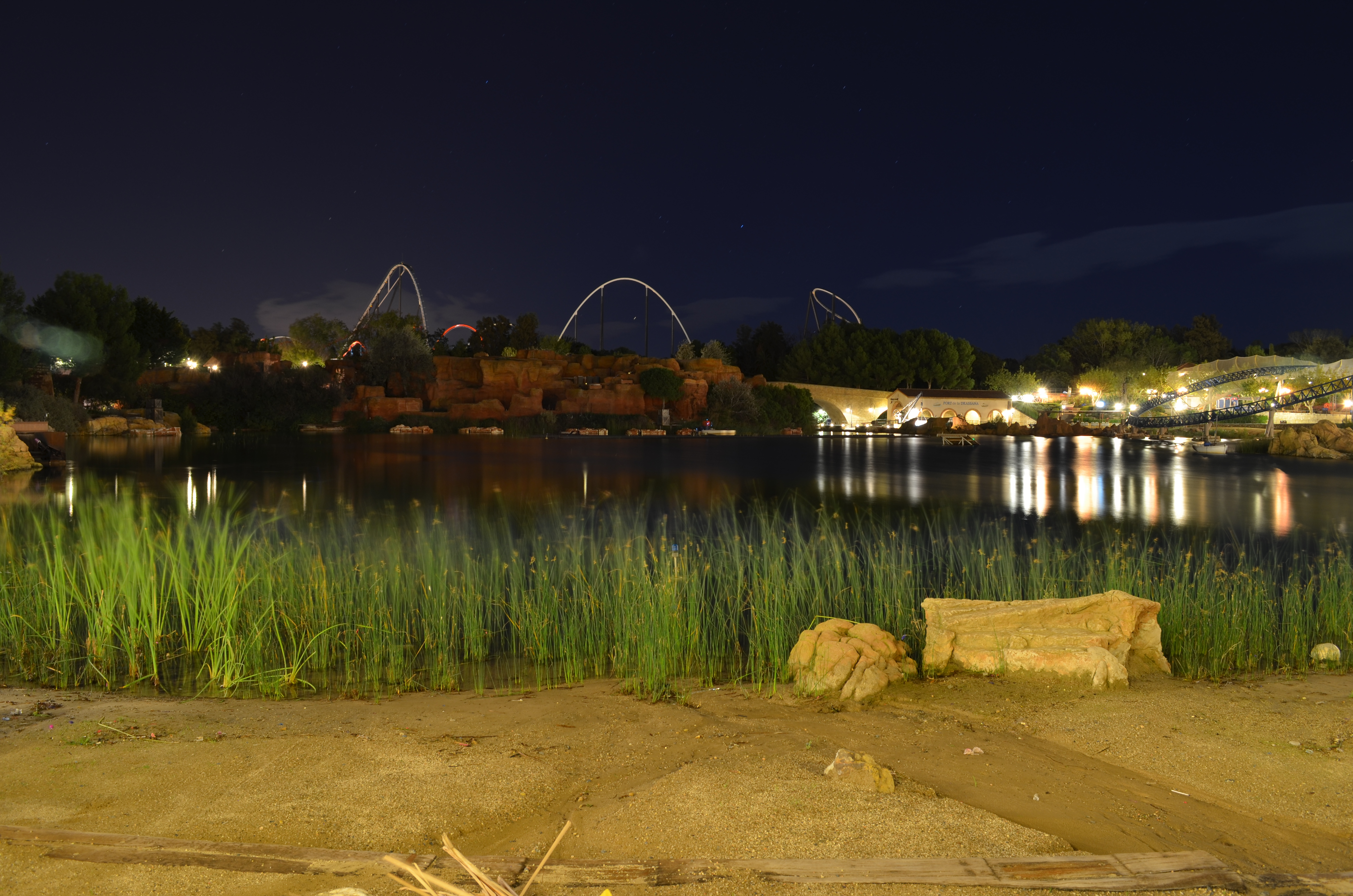
Fotografía del lago de PortAventura Park en Halloween de 2012